# 青りんご迷宮
『青りんご迷宮』（あおりんごめいきゅう、Labyrinth of Green Apple）は、さいとうちほによる日本の漫画作品。
『週刊少女コミック』（小学館）にて、1986年13号から連載されていた。単行本は全3巻、文庫版全1巻。

## あらすじ
ある日、森で道に迷い、遭難しかけたえり子と武留。壮絶な体験は2人の心を結び付け、救出後会うことはなかったが、心の底で相手を想い続けていた。
3年後、高校生になったえり子は武留と再会する。しかし、えり子には司というボーイフレンドが、武留もまた、年上の菜津美との恋が始まりつつあった。武留への情熱を取り戻したえり子だったが、菜津美はえり子の腹違いの姉でもあった……。

## 登場人物
森尾 えり子（もりお えりこ）
無邪気な普通の女の子。青嵐高校1年生。
雨宮 武留（あめみや たける）
大和北高校1年生。サッカー部所属。
森尾 菜津美（もりお なつみ）
えり子の異母姉。大和北高校3年生。女子サッカー部所属。ハキハキとした性格。
大須賀 司（おおすが つかさ）
えり子の同級生。中学の卒業式でえり子に告白する。
えり子の母
現在の夫の愛人だった。菜津美は前妻の子。えり子と菜津美を平等に扱っているつもりだが、どこか菜津美に負い目を感じている。
藤波（ふじなみ）
大和北高校3年生。サッカー部キャプテン。かつて菜津美に振られた。